# Padrón Real
Der Padrón Real (spanisch, etwa Königliche Musterkarte) war eine Weltkarte, die seit Beginn des 16. Jahrhunderts von den Kartografen der Casa de la Contratación im Auftrag der Krone von Kastilien angefertigt wurde.
Er war eine Modellkarte, die den Herrschern als Grundlage für die offizielle Darstellung der spanischen, deutschen und ab 1580 auch portugiesischen Sicht der Welt diente. Alle Schiffe, die von Kastilien nach Amerika segelten, benutzten Kopien der ständig aktualisierten Karte. Originale des Padrón Real sind nicht erhalten. Es gibt Karten, die als exakte Kopien betrachtet werden und einen Eindruck davon vermitteln, wie sich die Darstellung der Welt im Laufe der Zeit veränderte.

## Vorläufer des Padrón Real

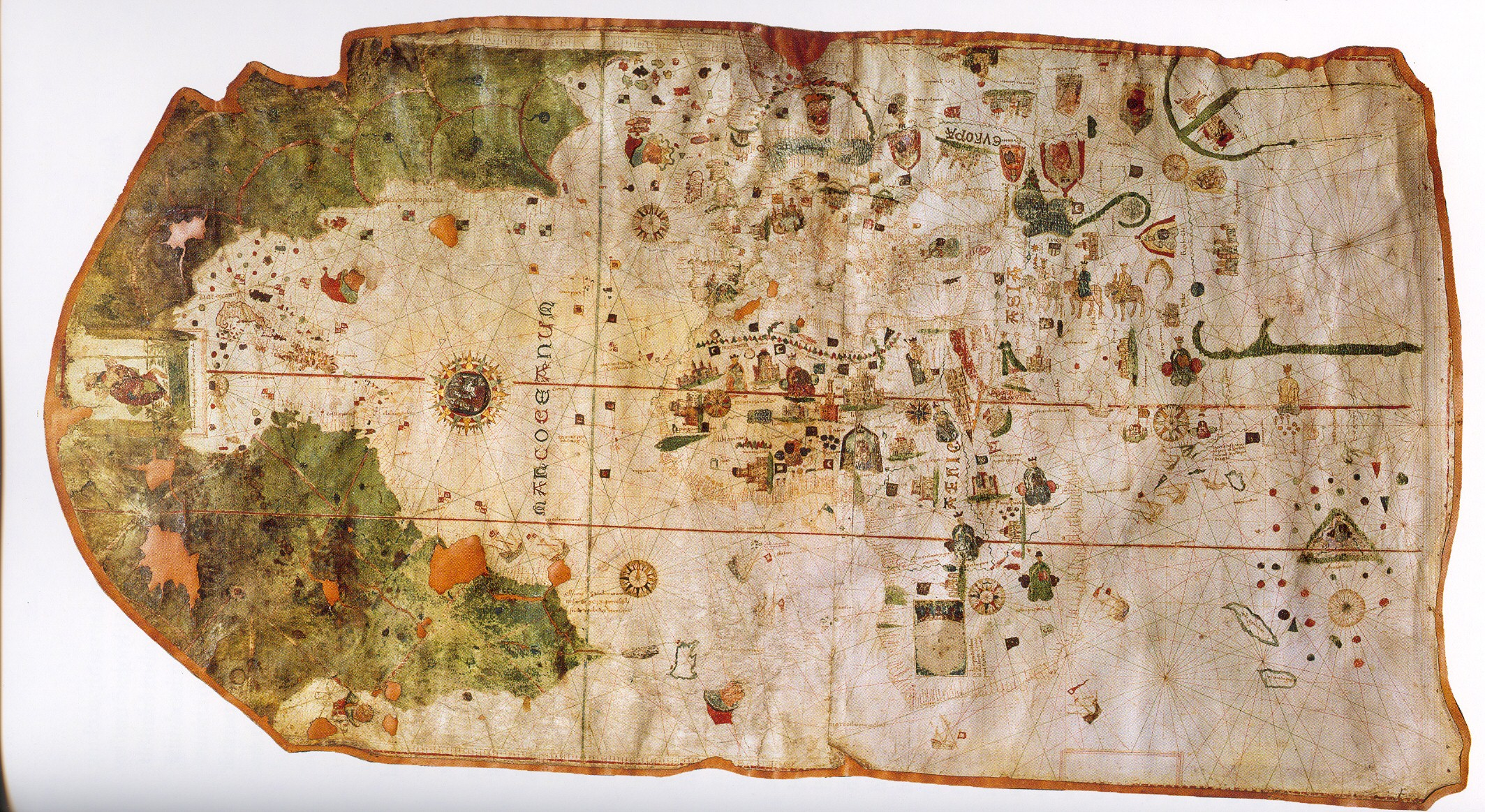
Die im Jahr 1500 von Juan de la Cosa geschaffene Karte gilt als die erste Darstellung Amerikas

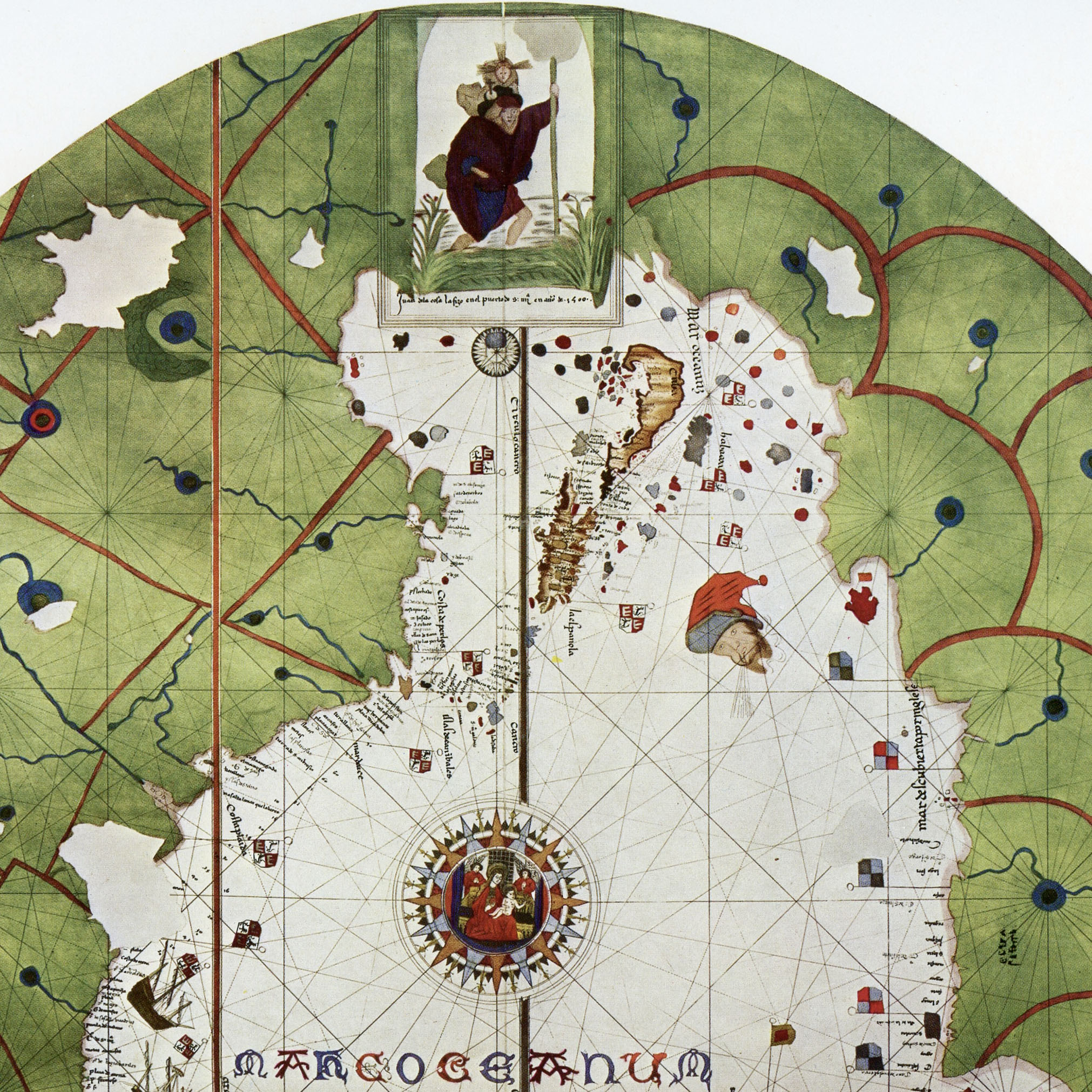
Kompassrose auf der Karte aus dem Jahr 1500

Juan Rodríguez de Fonseca war seit der ersten Reise von Christoph Kolumbus für die Organisation der Expeditionen von Kastilien in die Neue Welt verantwortlich. Er sammelte die von Kolumbus und den nachfolgenden Entdeckern mitgebrachten Berichte und Karten und ließ daraus eine eigene Musterkarte entwickeln.
Das kastilische Königspaar, das im Sommer 1498 vom Erfolg der Reise Vasco da Gamas nach Indien gehört hatte, wünschte eine Karte, die alle bis dahin entdeckten Gebiete der Welt darstellen sollte. Dabei sollten die im Namen Kastiliens gemachten Entdeckungen im Vergleich zu den portugiesischen Entdeckungen deutlich hervorgehoben werden. Juan Rodríguez de Fonseca übertrug diese Aufgabe dem Kartografen Juan de la Cosa, der an einigen der ersten Reisen nach Amerika teilgenommen hatte. Seine Karte, die als erste Darstellung Amerikas gilt, trägt die Aufschrift: Juan de la Cosa la fizo en el Puerto de S. Mª en año de 1500 (Juan de la Cosa fertigte die Karte im Hafen von Santa María im Jahr 1500 an). Die Karte stützt sich auf Daten, die teilweise von Juan de la Cosa selbst erhoben wurden, und enthält Informationen der drei Reisen von Kolumbus in den Jahren 1492, 1493 und 1498, der ersten Reise von Juan Caboto im Jahr 1498, der Expeditionen von Alonso de Ojeda und Amerigo Vespucci im Jahr 1498 und der Entdeckungen von Vicente Yáñez Pinzón um 1500, aber auch der Forschungsreisen der Portugiesen Vasco de Gama (1498–99) und Pedro Álvares Cabral (1500). Die Karte ist mit zahlreichen symbolischen Darstellungen, zum Teil religiösen Ursprungs, geschmückt. Auf der Höhe des Wendekreises des Krebses befindet sich über der Inschrift mare oceanum die größte der Windrosen mit einer Darstellung der Jungfrau Maria und des Jesuskindes, darüber eine Darstellung des Heiligen Christophorus, des Schutzpatrons der Reisenden.

## Erstellung des Padrón Real
König Ferdinand berief im März 1508 eine Junta de Navegantes (Rat der Seefahrer) nach Burgos ein, bei der er selbst den Vorsitz führte. Teilnehmer waren der damalige Bischof von Palencia, Juan Rodríguez de Fonseca, und die Seefahrer Vicente Yáñez Pinzón, Amerigo Vespucci, Juan de la Cosa, Juan Díaz de Solís und vermutlich auch Bartolomeo Kolumbus. Die Junta beschloss u. a. die Einrichtung der Funktion des Piloto Mayor der Casa de la Contratación. Die Urkunde, mit der König Ferdinand im Namen seiner Tochter, Königin Johanna, Amerigo Vespucci zum ersten Inhaber dieses Amtes ernannte, enthielt ausdrücklich den Auftrag, eine Musterkarte, den Padrón Real, zu erstellen und auf dem neuesten Stand zu halten, um davon Kopien für die Piloten, die nach Amerika reisten, anzufertigen. Grundlagen für die Herstellung des Padrón Real waren außer den bisher bekannten Karten die Itinerarios de viaje (Reiserouten), die von den Seefahrern während ihrer Reisen auf See geschrieben wurden. Im Juli des Jahres 1512 ordnete König Ferdinand an, dass alle aus Amerika zurückkehrenden Piloten dem Piloto Mayor der Casa de la Contratación eine Liste der neuen Länder oder Inseln oder Buchten oder neuen Häfen oder was auch immer es wert sei, in den genannten Padrón Real aufgenommen zu werden, zu übergeben hätten. Alle Piloten der Amerikafahrten wurden von der Casa de la Contratación ausgebildet und mit den notwendigen aktualisierten Seekarten und Navigationsinstrumenten ausgerüstet. Daher konnte davon ausgegangen werden, dass die Messergebnisse auf einer einheitlichen Vorgehensweise beruhten und keine abweichenden Maßeinheiten verwendet wurden.
Die während der Fahrten gesammelten Informationen mussten durch Skizzen und Zeichnungen ergänzt werden, die die Piloten an Bord anfertigten. Sie bildeten eine der Grundlagen für die Verbesserung des Padrón Real durch die Kartografen der Casa de la Contratación. Zu den täglich zu erfassenden Daten gehörten die Mittagshöhe der Sonne, die magnetische Abweichung des Kompasses, die natürlichen Elemente der Luft-, See- und Landumgebung, d. h. Vögel, Vegetation, Meeresströmungen, Winde, Niederschläge, Wassertiefen, Inseln, Gebirgszüge und Küstenansichten, sowie die Route, die Anzahl der gesegelten Stunden und die zurückgelegte Strecke. Die Piloten waren verpflichtet, ihre Beobachtungen in das Logbuch einzutragen, es sicher aufzubewahren und niemandem zu zeigen. Nach ihrer Rückkehr mussten die Piloten ihre Logbücher, Seekarten und nautischen Instrumente dem Piloto Mayor der Casa de la Contratación übergeben. Die von den Piloten auf ihren Expeditionen gesammelten kartografischen Daten wurden von erfahrenen Kartografen der Casa de la Contratación ausgewertet, interpretiert und in den Padrón Real eingearbeitet, der damals die aktuellste und genaueste Darstellung des amerikanischen Kontinents war.

## Problem der Breitengradskala
Die ersten Seefahrten im mittleren und nördlichen Teil des Ozeans, die Ende des 15. und Anfang des 16. Jahrhunderts durchgeführt wurden, zeigten, dass die für die Navigation verwendeten Instrumente, insbesondere die Karten, ungenau waren. Ein Fehler wurde durch die magnetische Deklination verursacht, ein Phänomen, das von Christoph Kolumbus selbst auf seiner ersten Reise im Jahr 1492 entdeckt wurde. Einige Kartografen der Casa de la Contratación versuchten, die Unzulänglichkeiten der Karten durch die Erstellung von Karten mit doppelter Gradeinteilung zu beheben.
Um den Piloten die Berücksichtigung der Deklination bei der Kursberechnung zu ersparen, wurde die Kompassabweichung mit den Breitengraden verrechnet und für die verschiedenen Regionen unterschiedliche Breitengradskalen eingezeichnet. Da ein bestimmter Punkt auf der Erde auf einem eindeutig feststellbarem Breitengrad liegt, ist bei einer Angabe von zwei verschiedenen Breitengraden einer falsch. Über die Frage der Karten mit mehreren unterschiedlichen Breitengradskalen kam es zu einer Kontroverse darüber, ob der Padrón Real in erster Linie ein praktisches Hilfsmittel für die Navigation oder eine wissenschaftlich exakte Darstellung der Welt sein sollte. Ein Rechtsstreit, der zwischen 1544 und 1545 im Consejo de Indias stattfand, sollte klären, ob die aus wissenschaftlicher Sicht falsche Darstellung mit mehr als einer Breitengradskalen im Padron Real und seinen Kopien verwendet werden sollte. Im Februar 1545 beendete Prinz Philipp, der seit 1543 Regent in Kastilien war, den Streit, indem er erklärte, dass der Padrón Real und die von ihm kopierten Karten mit nur einer Breitengradskala die einzigen Seekarten seien, die von der kastilischen Krone akzeptiert würden. Nach einer Inspektion der Casa de la Contratación, die der Consejo de Indias Ende 1549 durchführen ließ, bei der auch in der Abteilung für Kosmografie zahlreiche Unregelmäßigkeiten festgestellt wurden, übernahm 1552 Alonso de Chaves, ein Vertreter der wissenschaftlich orientierten Darstellung, das Amt des Piloto Mayor.
Nach einer gründlichen Überarbeitung des Real Padrón im Jahre 1553 wurde nicht nur ein Exemplar in der Casa de la Contratación aufbewahrt, sondern auch ein weiteres im Consejo de las Indias. Dies entspricht der Bedeutung der Real Padrón einerseits als Musterkarte für die Seefahrt und andererseits als geographische Darstellung der Herrschaftsgebiete der Krone Kastiliens. Das gleichzeitige Vorhandensein von zwei Padrones, einer in der Casa de la Contratación und einer im Consejo de las Indias, wurde durch weitere königliche Dekrete in den folgenden Jahren bestätigt.

## Padron Real König Philipps II.
Ende des 16. Jahrhunderts, in den letzten Jahren seines Lebens, zeigte König Philipp II. persönliches Interesse an einer gründlichen Überarbeitung und Korrektur des Padrón Real. Pedro Ambrosio de Ondériz, der Professor für Mathematik an der Academia de Matemáticas und Cronista Mayor del Consejo de Indias war, wurde mit dieser Aufgabe betraut. Um sicherzustellen, dass er sie unbehindert ausführen konnte, beschloss der Consejo de Indias am 16. September 1595, ihn zum Piloto Mayor de la Casa de la Contratación zu ernennen.
Mit zunehmender Ausdehnung des Reiches sollte das Kartenmodell der Krone fragmentiert und aufgeteilt werden, um mehr Details zu erhalten. Pedro Ambrosio de Ondériz schlug vor, eine Gesamtmusterkarte und sechs Einzelmusterkarten zu erstellen, von denen detailliertere Karten in größerem Maßstab angefertigt werden könnten. Für die Erstellung der neuen Musterkarten mussten nicht nur technische Fehler in der alten Musterkarte korrigiert werden, sondern es wurden auch neue Informationen benötigt.
In Zukunft sollten nicht mehr die Informationen aller Piloten der Silberflotte verwendet werden. Eine große Anzahl von Piloten lieferte fehlerhafte Messergebnisse, wobei sich die Fehler in der Menge nicht gegenseitig aufhoben, da sie meist auf dem gleichen fehlerhaften Vorgehen beruhten. Die Beamten der Casa de la Contratación erarbeiteten Ende 1593, auf Ersuchen des Consejo de Indias, eine Anweisung, nach der zweiundzwanzig der Seefahrer, die von Sanlúcar de Barrameda aus in die Neue Welt segelten, Daten erheben sollten. Sie wurden gebeten, entsprechend der Anweisung die Einzelheiten der Routen, der Inseln, Häfen und Küsten von Neuspanien, der Karibischen Inseln, Floridas, Bermudas und der Azoren zu ermitteln. Die so erhaltenen Auskünfte waren eher dürftig. In einem Bericht an den Consejo de Indias wurde festgestellt, dass von der Mehrzahl der Piloten die Aufgaben vernachlässigt worden seien und nur drei ihre Aufgaben erfüllt hätten, allerdings nicht mit der erforderlichen Sicherheit. Um wirklich exakte Informationen zu erhalten, schlug Pedro Ambrosio de Ondériz vor, zwei Männer in zwei kleinen Schiffen mit zwölf Rudern auszusenden, um die Küste der Gebiete zu erkunden, die auf den Karten falsch eingezeichnet waren, insbesondere die Inseln unter dem Winde, die Küste von Cartagena de Indias, den Golf von Mexiko und die Küste Floridas. Der König gab seine Zustimmung, aber die beiden kleinen Schiffe stachen nie in See. Im Januar 1596 starb Pedro Ambrosio de Ondériz.
Im Mai 1596 wurde Andrés García de Céspedes als Nachfolger von Pedro Ambrosio de Ondériz zum Cosmógrafo Mayor del Consejo de Indias ernannt. Unter seiner Leitung wurde von 1596 bis 1598 die endgültige Reform des Padrón Real durchgeführt. Wie sein Vorgänger erhielt auch Andrés García de Céspedes detaillierte Anweisungen von König Philipp. Um Informationen für die Anfertigung der neuen Padróns zu erhalten, verfasste Andrés García de Céspedes eine Anweisung für eine Anzahl ausgewählter Piloten. Diese neuen Anweisungen waren im Gegensatz zu denen von 1593 für die Seefahrer klarer verständlich und mit ihren Kenntnissen ausführbar. Die Ergebnisse der Informationserhebung waren nach der Ansicht von Andrés García de Céspedes ausreichend, um eine verlässliche Kartendarstellung zu gewährleisten. Auf ausdrücklichen Befehl des Monarchen sollte Andrés García de Céspedes von allen Beamten der Casa de Contratación unterstützt werden, damit die Änderungen die notwendige Verlässlichkeit und Perfektion bekämen. Entsprechend dem Wunsch des Königs und der Empfehlung von Pedro Ambrosio de Ondériz ließ Andrés García de Céspedes bis zum Jahr 1598 eine Universalkarte und sechs Einzelkarten anfertigen.
- Die Universalkarte stimmte mit den folgenden Musterkarten, die einen größeren Maßstab hatten, überein.
- Die erste Musterkarte zeigte das Gebiet der normalen Fahrten der Carrera de las Indias. In dieser Karte wurden auch die Küsten Spaniens, Frankreichs, Englands und der anderen nördlichen Teile sowie die Küsten Bacalaos, Labradors und die Küsten Neuspaniens im südlichen Teil mit denen Perus korrigiert.[20]
- Die zweite Musterkarte zeigte das Gebiet von Kap Verde nach Süden, mit Brasilien und der Küste Afrikas bis zum Kap der Guten Hoffnung.[20]
- Die dritte Musterkarte zeigte das Gebiet des Pazifiks von der Magellanstraße, die Küste Perus und den Mar del sur bis Neuspanien.[21]
- Die vierte Musterkarte zeigte das Gebiet des Pazifischen Ozeans von der Küste Neuspaniens bis zu den Philippinen.[22]
- Die fünfte Musterkarte zeigte das Gebiet von Spanien, die Küste Afrikas bis zum Kap der Guten Hoffnung, die Küsten des Mittelmeers bis zum Ende der Ägäis im Norden und bis zum Roten Meer im Süden.[22]
- Die sechste Musterkarte zeigte das Gebiet von Kap Guardafui ostwärts entlang der gesamten Küste Ostindiens über Kap Komorin und Malakka, die Küste Chinas und der Philippinen sowie die Molukken und Japan.[23]

1599 billigte der neue König Philipp III. die Arbeit von Andrés García de Céspedes, erklärte die Änderung des Padrón Real für beendet und gab den Druck der Padrones in Auftrag. Die Reform des Padrón Real erforderte die Mobilisierung aller Personen, Institutionen und Kräfte, die mit der amerikanischen Kosmographie zu tun hatten. Die Kosten beliefen sich auf etwa 600.000 Maravedíes.

## Kopien für die Navigation
Jedes Jahr wurden in Sevilla Dutzende von Seekarten, die für die Fahrten nach Amerika verwendet werden sollten, nach dem Padrón Real hergestellt. Die Traslados genannten Kopien wurden von Maestros de hacer cartas de marear (Meister der Seekartenherstellung) oder Trasladadores de cartas (Kartenkopisten) angefertigt. Aus Gründen der Geheimhaltung umfassten die Kopien jeweils nur das Gebiet, für das der Pilot eine Genehmigung besaß. Für jede Reise musste der Pilot neue Kartenkopien erwerben, die von einem dafür autorisierten Beamten der Casa de la Contratación geprüft waren. Bei der Abreise nach Amerika wurde bei der allgemeinen Kontrolle der Ladung auch überprüft, dass der Pilot keine Karte benutzte, die nicht eine Kopie des Padrón Reals war. Für die Nichteinhaltung dieser Vorschrift war eine Strafe von fünfzig Doblas (doppelte Maravedí) angedroht.

## Kopien für Entdeckungsreisen

Die Karte, die unter der Bezeichnung Kunstmann IV bekannt ist, wurde vermutlich 1519 von Pedro und Jorge Reinel auf der Grundlage des Padrón Real erstellt

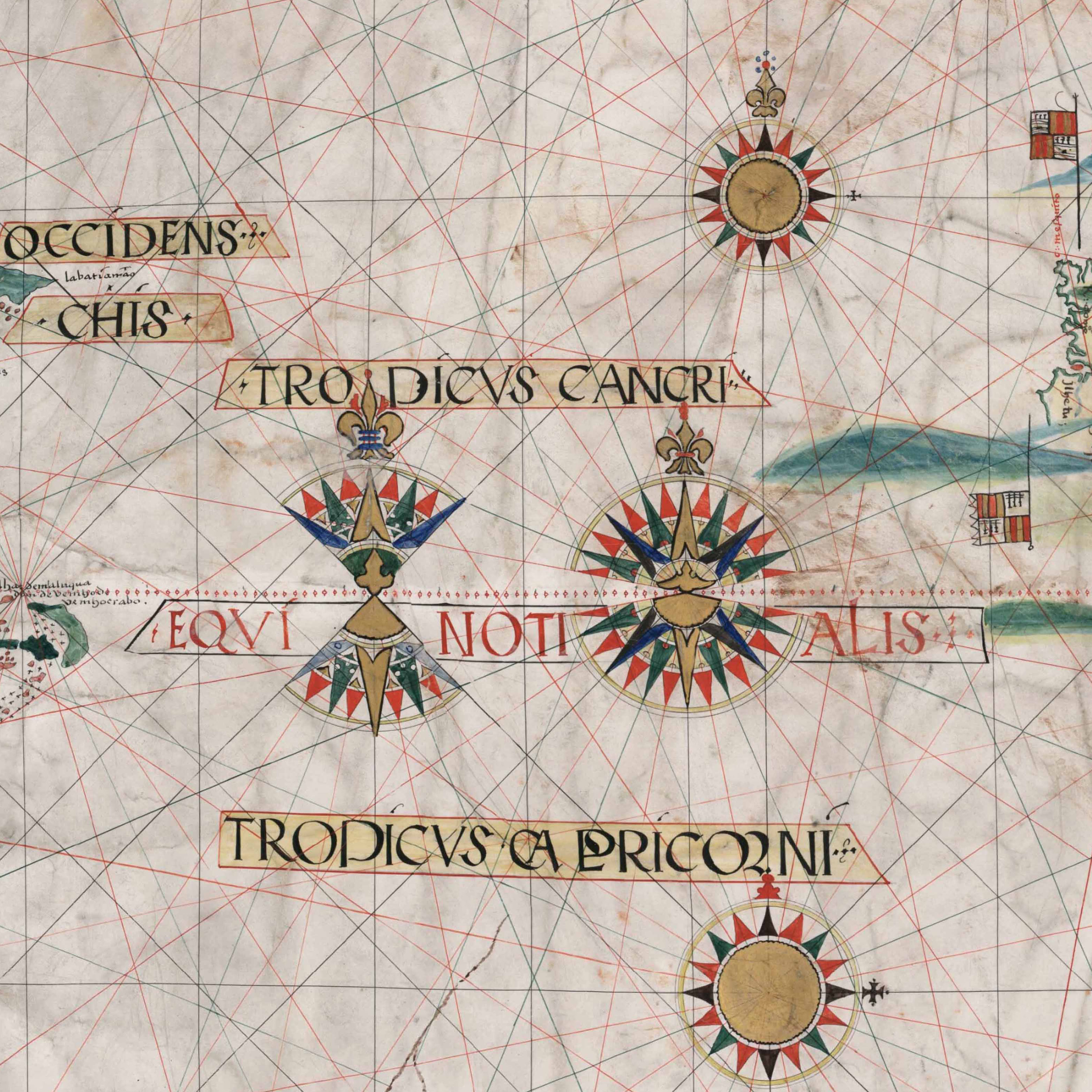
Kompassrosen auf der Karte aus dem Jahr 1519

Die Casa de la Contratación bereitete Entdeckungsreisen vor, deren Ziel es war, unbekannte Küsten zu erforschen und geographische Unklarheiten zu beseitigen. Die Expeditionen wurden von der Casa de la Contratación mit der notwendigen wissenschaftlichen Ausrüstung ausgestattet. Die Leiter der Expeditionen waren häufig leitende Beamte der Casa de la Contratación oder erhielten genaue Anweisungen, welche Ergebnisse von ihnen erwartet wurden. Nach der Rückkehr waren alle Teilnehmer verpflichtet, die gesammelten Informationen in Form von Karten und Berichten der Casa de la Contratación zu übergeben.
Mit königlichem Dekret vom 6. Oktober 1518 wurde Fernando Kolumbus beauftragt, den Padrón Real im Hinblick auf die geplante Reise Ferdinand Magellans zu aktualisieren. Ziel der Reise war es, eine Seeverbindung zwischen Atlantik und Pazifik zu finden, die für Kastilien von großer wirtschaftlicher Bedeutung war. Außerdem sollte der Antimeridian der im Vertrag von Tordesillas festgelegten Grenze zwischen kastilischem und portugiesischem Herrschaftsgebiet gefunden und die genaue Lage der Gewürzinseln (Molukken) bestimmt werden. Der Kartograf der Casa de la Contratación, Nuño García de Toreno, fertigte 25 neue Karten für die fünf Schiffe der Magellan-Elcano-Expedition an, die 1519 aufbrach und zur ersten Weltumsegelung führte.
Die als Kunstmann IV bekannte Karte, die Pedro und Jorge Reinel zugeschrieben wird und um 1519 entstand, ist wahrscheinlich eine Kopie des Padrón Real zur Vorbereitung der Magellan-Elcano-Expedition. Angesichts der damaligen diplomatischen Spannungen ist die Lage der Gewürzinseln in Bezug auf den Längengrad der Demarkationslinie der wichtigste Aspekt dieser Karte. Sie ist die erste bekannte Karte mit einer Gradeinteilung entlang des Äquators. Die Breitengrade sind entlang der Grenzlinie des Vertrags von Tordesillas eingezeichnet. Eine grafische Meilenskala fehlt.

## Kopien im Rahmen der Diplomatie
Die diplomatischen Auseinandersetzungen zwischen Kastillien und Portugal rückten die Kartografie in den Mittelpunkt des Geschehens. Die Nützlichkeit der Karten für die Vertretung der Interessen des Hofes regte eine neue kartografische Konzeption an, die nicht mehr nur auf die praktischen Zwecke der Navigation, sondern auch auf die komplexe Welt der politischen Diplomatie ausgerichtet war.
Die Weltkarten, die für diplomatische Zwecke angefertigt wurden, hatten zwar die gleichen Quellen wie die Karten, die die Piloten auf ihren Reisen benutzten. Sie unterschieden sich jedoch in Größe, Maßstab und dem dargestellten Gebiet.
Zweck der Karten war die Darstellung strittiger Fragen im Sinne der Krone von Kastilien als wissenschaftlich fundierte Sicht der Welt.

### Kopien als Grundlage für Verhandlungen

Die Turiner Karte von 1523 wurde von Nuño García de Toreno oder Juan Vespucci auf der Grundlage des Padrón Real erstellt

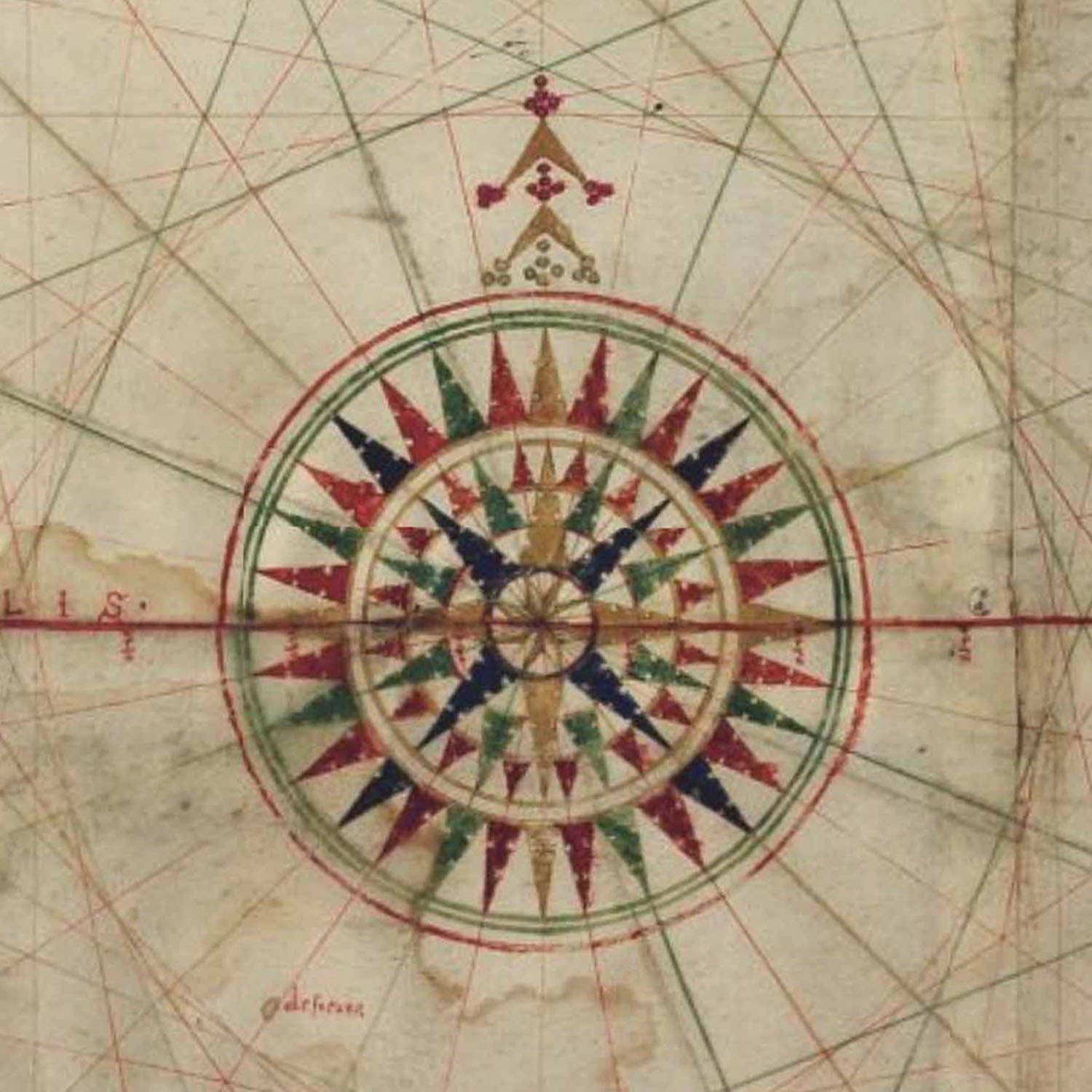
Kompassrose auf der Karte aus dem Jahr 1523

Als die Victoria nach ihrer Weltumsegelung am 6. September 1522 in Sevilla eintraf, wurden umfangreiche Änderungen und Ergänzungen am Padrón Real notwendig. Die in der Königlichen Bibliothek von Turin aufbewahrte Weltkarte wird Nuño García de Toreno und Juan Vespucci zugeschrieben. Unabhängig davon, wer die Karte angefertigt hat, wird angenommen, dass es sich um eine Kopie des Padrón Real handelt. Die Geocarta Nautica Universale, wie sie offiziell genannt wird, ist die erste bekannte Karte, die die Ergebnisse der Weltumsegelung der Magellan-Elcano-Expedition berücksichtigt. Sie stellt den Pazifischen Ozean vollständig dar. Sie zeigt die Magellanstraße an der Südspitze Amerikas. Die Anordnung der Molukken auf der linken, westlichen Seite der Karte zeigt einen klaren politischen Anspruch, der sich in allen Weltkarten der Casa de la Contratación wiederfindet.
Es gibt keinen direkten Hinweis auf die Grenzen des Vertrages von Tordesillas. Der Äquator ist in Längengrade eingeteilt, mit dem offensichtlichen Ziel zu zeigen, dass die Molukken gemäß dem Vertrag von Tordesillas zur spanischen Hemisphäre gehören. Es finden sich weder portugiesische noch kastilische Staatssymbole.
Um die portugiesischen bzw. kastilischen Ansprüche auf die Molukken zu klären, wurde 1524 die Junta von Badajoz-Elvas einberufen, die aus Vertretern beider Länder bestand. Nuño García de Toreno war einer der Sachverständigen auf der Seite Kastiliens. Es ist davon auszugehen, dass der Padrón Real etwa in der Form der Karte von Turin eine der Grundlagen der Verhandlungen war. Die Treffen erwiesen sich aufgrund von verfahrenstechnischen und diplomatischen Fragen als sehr kompliziert. Die wissenschaftliche Debatte war untrennbar mit dem Problem der Bestimmung des Längengrades verbunden. Am 30. Mai 1524 wurden die Verhandlungen von Elvas-Badajoz abgebrochen, ohne dass es zu einer Einigung gekommen war. Schiffe beider Königreiche sollten zusammen zu den umstrittenen Orten geschickt werden, um neue Messungen vorzunehmen. Die kastilischen Kartografen gingen weiterhin davon aus, dass der Antimeridian durch Malaya und Sumatra führte, wie Juan Sebastián Elcano dargelegt hatte.

### Kopien als Geschenke

Die Weltkarte des Diego Ribero aus dem Jahr 1529 wurde auf der Grundlage des Padrón Real geschaffen

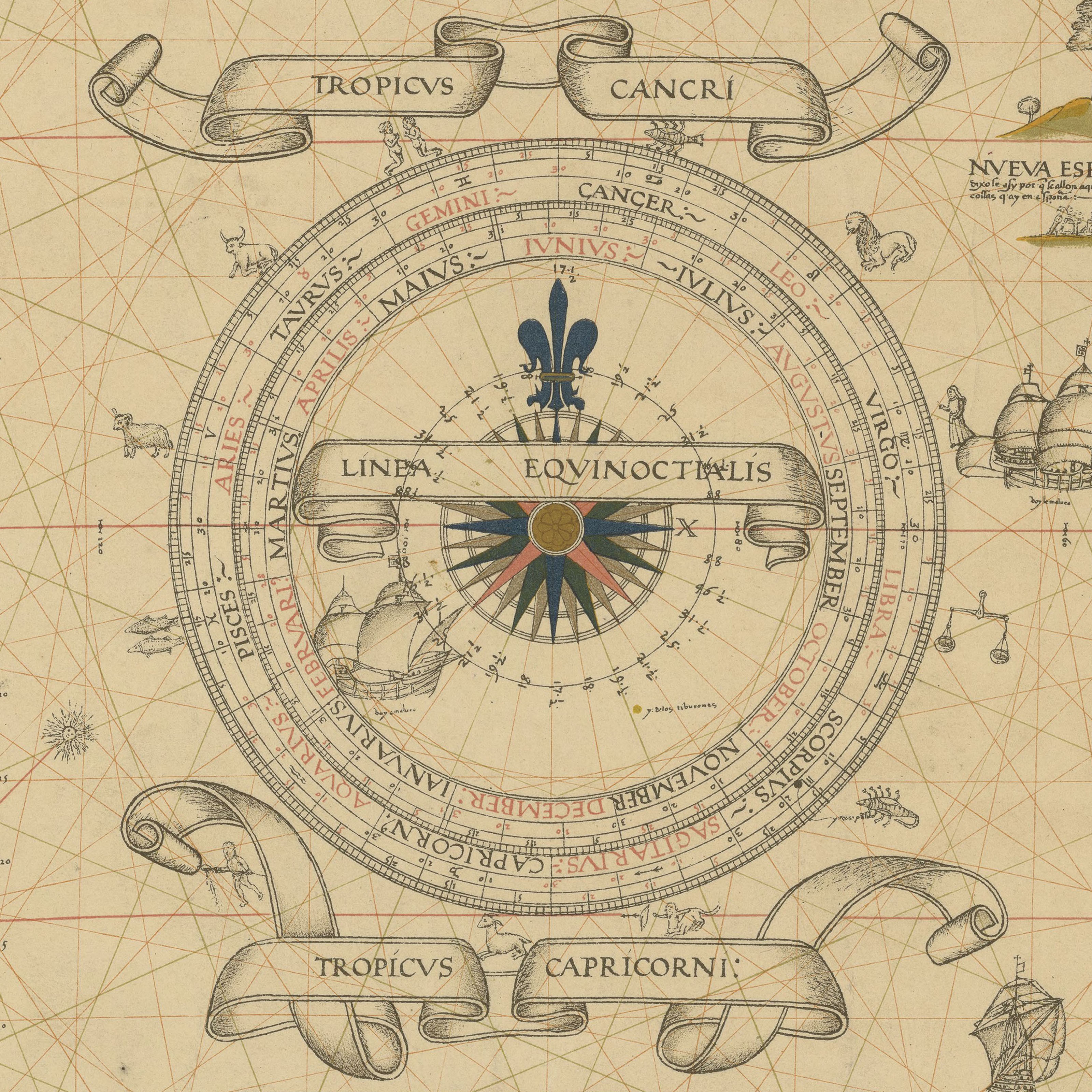
Kompassrose auf der Karte aus dem Jahr 1529

Um seine Ansprüche auf die Molukken gegenüber ausländischen Höfen deutlich zu machen, nutzten der König von Kastilien Karl I. und seine kaiserlichen Diplomaten die von den Kartografen der Casa de la Contratación angefertigten Karten als Geschenke. Diese Weltkarten waren keine Seekarten, die an Bord verwendet wurden, sondern luxuriöse und sorgfältig ausgearbeitete Übermittler politischer Botschaften. Die höfliche und vornehme Geste des Schenkens sollte zu der Anerkennung der auf den Karten gemachten Aussagen führen.
Aus den 20er-Jahren des 16. Jahrhunderts sind viele in Sevilla hergestellte, aufwendig ausgeschmückte Weltkarten bekannt, wie z. B.
- der Planisferio de Castiglione aus dem Jahr 1525, der Nuño García de Toreno und Diego Ribero zugeschrieben wird[40]
- der Planisferio de Salviati aus dem Jahr 1525, der Nuño García de Toreno zugeschrieben wird[41]
- der Planisferio de Juan Vespucci aus dem Jahr 1526[42]
- die Carta Universal von Weimar aus dem Jahr 1527, die Diego Ribero zugeschrieben wird[43]
- der Planisferio de Diego Ribero von Weimar aus dem Jahr 1529[44]

Eine dieser reichlich geschmückten Karten, die nach der Meinung der meisten Kartografiehistoriker eine große Übereinstimmung mit dem Padron Real hatte, wurde im Jahr 1529 von dem Kosmografen der Casa de la Contratación Diego Ribero hergestellt. Die übliche Bezeichnung Propaganda-Map ist auf den Aufbewahrungsort dem Museo di Propaganda Fide zurückzuführen. Eine andere Bezeichnung, Zweite Borgia-Karte, bezieht sich auf den früheren Eigentümer Kardinal Esteban Borgia. Die Karte befindet sich heute in der Bibliotheca Apostolica Vaticana. Sie enthält einen Text mit einer Inhaltsangabe und einem Hinweis auf den Autor: Carta universal en que se contiene todo lo que del mundo se ha descubierto fasta agora. Hizola Diego Ribero, cosmógrafo de Su Majestad. Año de 1529, en Sevilla. La cual se divide en dos partes conforme a la capitulación que hicieron los Católicos Reyes de España y el Rey Don Juan de Portugal en Tordesillas, Año de 1494. (Universalkarte, die alle Teile der Welt enthält, die bis heute entdeckt wurden. Hergestellt von Diego Ribero, Kosmograf Seiner Majestät. Im Jahre 1529 in Sevilla. Welche in zwei Teile geteilt ist, gemäß der Übereinkunft die die Katholischen Könige von Spanien und König Johann von Portugal im Jahr 1494 vereinbart haben.)
Die Molukken, die an beiden Enden der Karte doppelt dargestellt sind, bilden das Hauptthema der Karte. Die meisten Schiffe, die auf der Karte die Meere befahren, kommen und gehen von den Molukken aus mit kastilischen und portugiesischen Flaggen. Obwohl Ribero weder den Meridian noch den Antimeridian gezeichnet hat, lässt die Position der Flaggen erkennen, wo die Souveränität Kastiliens endet und die Portugals beginnt. Auf der Karte von Diego Ribero aus dem Jahr 1529 wird die Linie, die im Vertrag von Tordesillas vereinbart wurde, dadurch deutlich, dass sie als Nullmeridian festgelegt ist. Am unteren Rand der Karte erscheinen auf der westlichen Seite das kastilische und auf der östlichen Seite das portugiesische Staatswappen. Wie auf allen Karten der Casa de la Contratación aus dieser Zeit sind die Molukken 172,5 Grad westlich der Trennungslinie von Tordesillas, auf der kastilischen Seite eingezeichnet.
Die Karte von Ribero und der Vertrag von Saragossa bildeten 1529 den Abschluss einer Reihe von diplomatischen Verhandlungen und Expertenkommissionen, wie der Junta de Badajoz-Elvas von 1524, die sich um eine wissenschaftliche Lösung des Problems bemühten. Da es nicht möglich war, Längengrade sicher zu bestimmen und so eine verlässliche und sichere Linie für den Antimeridian zu ziehen, schien der Vertrag von Saragossa ein gangbarer Weg für beide Kronen zu sein. In dem Abkommen wurde weiterhin von der Lage der Molukken auf kastilischem Gebiet ausgegangen. Die wirtschaftliche Nutzung der Molukken wurde an die Krone Portugals abgetreten.